# TT26
| i | mn · n | M · W3 |

| i | mn · n | M · W3 |

TT26 (Theban Tomb 26) è la sigla che identifica una delle Tombe dei Nobili ubicate nell’area della cosiddetta Necropoli Tebana, sulla sponda occidentale del Nilo dinanzi alla città di Luxor, in Egitto. Destinata a sepolture di nobili e funzionari connessi alle case regnanti, specie del Nuovo Regno, l'area venne sfruttata, come necropoli, fin dall'Antico Regno e, successivamente, sino al periodo Saitico (con la XXVI dinastia) e Tolemaico.

## Titolare
TT26 Era la tomba di:
| Titolare   | Titolo                                                 | Necropoli  | Dinastia/Periodo | Note                                                                     |
| ---------- | ------------------------------------------------------ | ---------- | ---------------- | ------------------------------------------------------------------------ |
| Khnumemheb | Supervisore del tesoro del Ramesseo nei domini di Amon | el-Assasif | XIX (Ramses II)  | circa 50 iarde (circa 40 m) dalla TT36, e nei pressi delle TT189 e TT196 |

## Biografia
Khnumemheb fu Supervisore del tesoro del Ramesseum durante il regno di Ramses II; Meryesi (o Mery-Isis) fu sua moglie.

## La tomba
La tomba presenta una facciata con due stele: su una, oltre un inno ad Amon-Ra, il defunto è rappresentato in adorazione di Ra-Horakhti e Maat; sull'altra, oltre i resti di un inno a Osiride, il defunto adora Osiride e la dea dell'Occidente (Hathor). Un breve corridoio, sulle cui pareti sono riportati i titoli del defunto nell'anno quinto di Sethy I e la moglie, Meryesi, in atto di suonare il sistro, si accede a un corridoio trasversale, con planimetria che richiama lo stile delle tombe del periodo, sulle cui pareti il defunto e la moglie sono rappresentati in adorazione di Osiride e Anubi, brani del Libro delle Porte, l'adorazione, da parte del defunto, di un toro e di sette vacche sacre. Altre scene, che appaiono incompiute, rappresentano il defunto e la moglie in presenza di Osiride, Iside e Nephtys, nonché Anubi e Horus (?) ed offertori agli dei Shu, Ra-Horakhti, Nut, Atum, Maat e ad altre divinità non identificabili.

### Annotazioni
1. ↑  La prima numerazione delle tombe, dalla numero 1 alla 253, risale al 1913 con l’edizione del "Topographical Catalogue of the Private Tombs of Thebes" di Alan Gardiner e Arthur Weigall. Le tombe erano numerate in ordine di scoperta e non geografico; ugualmente in ordine cronologico di scoperta sono le tombe dalla 253 in poi.
2. ↑  I campi della Duat, ovvero l'aldilà egizio, si trovavano, secondo le credenze, proprio sulla riva occidentale del grande fiume.
3. ↑  Nella sua epoca di utilizzo, l'area era nota come "Quella di fronte al suo Signore" (con riferimento alla riva orientale, dove si trovavano le strutture dei Palazzi di residenza dei re e i templi dei principali dei) o, più semplicemente, "Occidente di Tebe".
4. ↑  le Tombe dei Nobili, benché raggruppate in un'unica area, sono di fatto distribuite su più necropoli distinte.
5. ↑  Le note, sovente di inquadramento topografico della tomba, sono tratte dal "Topographical Catalogue" di Gardiner e Weigall, ed. 1913 e fanno perciò riferimento alla situazione dell'epoca.

### Fonti
1. ↑  Porter e Moss 1927,  p. 43.
2. ↑  Gardiner e Weigall 1913.
3. ↑  Donadoni 1999,  p. 115.
4. ↑  Gardiner e Weigall 1913,  pp. 18-19.
5. 1 2  Porter e Moss 1927,  p. 43.